# Merlin (sæson 1)
Sæson ét af Merlin, en britisk fantasy tv-serie, begyndte den 20. september 2008 og sluttede den 13. december 2008. Regelmæssige støbte medlemmer for den første sæson omfatter Colin Morgan, Bradley James, Katie McGrath, Angel Coulby, Anthony Head, Richard Wilson og  John Hurt som talerør for den Store Drage. Den første sæson indeholder tretten episoder.
Før seriens finale, bekræftede BBC, at serien blev forlænget med yderligere 13 episode i en anden sæson. Sæson to havde premiere den 19. september 2009.

## Plot
Merlin er en ung mand, som opdager og derefter lærer at mestre sin evne til magi. Magister Gaius, den lærde hoflæge hos kong Uther Pendragon, til hvem han tilknyttet som ydmyg lærling, lærer ham medicin, trænere hans magiske evner og advarer om Uthers ondskabsfulde aversion mod magi. Merlin bliver ansat til den ædle men uforsigtig kronprins, Arthur, hvis skæbne er forbundet med Merlins. Hjulpet af den smukke Lady Morgana, og hendes ædle tjener, Guinevere, må Merlin og Arthur arbejde sammen for at beskytte det store rige mod mørk trolddom. Men Merlin står over for en hård udfordring i at skjule sin mørke hemmelighed fra hans bedste venner. Fordi den eneste måde at bekæmpe magi ... er med magi.

## Medvirkende
| Skuespiller    | Rolle           | Noter                               |
| -------------- | --------------- | ----------------------------------- |
| Colin Morgan   | Merlin          | Hovedperson (troldmand)             |
| Katie McGrath  | Morgana         | Kongens myndling                    |
| Bradley James  | Arthur          | Kronprins af Camelot                |
| Angel Coulby   | Gwen            | Tjenestepige på Camelot             |
| Anthony Head   | Uther Pendragon | Konge af Camelot                    |
| Richard Wilson | Gaius           | Hoflæge                             |
| John Hurt      | Den Store Drage | John Hurt lægger stemme til dragen. |

### Tilbagevendende
| Skuespiller      | Rolle                | Noter           |
| ---------------- | -------------------- | --------------- |
| Michelle Ryan    | Nimueh               | Ond troldkvinde |
| Michael Cronin   | Geoffrey af Monmouth | Bibliotekar     |
| David Durham     | Tom                  | Gwens far       |
| Caroline Faber   | Hunith               | Merlins mor     |
| Santiago Cabrera | Lancelot             | Omrejsende      |
| Asa Butterfield  | Mordred              | Druidedreng     |

### Gæstestjerner
| Skuespiller       | Rolle                     | Noter                               |
| ----------------- | ------------------------- | ----------------------------------- |
| Eve Myles         | Lady Helen / Mary Collins | Sangerinde                          |
| Will Mellor       | Valiant                   | Ridder                              |
| Julian Rhind-Tutt | Edwin                     | Troldmand                           |
| Kenneth Cranham   | Aulfric                   | Sidhe                               |
| Holliday Grainger | Sophia                    | Sidhe                               |
| Alexander Siddig  | Kanen                     | Tyran som truer Merlins hjemlandsby |
| Joe Dempsie       | Will                      | Gammel ven af Merlin                |
| Frank Finlay      | Anhora                    | Enhjørnings vogter                  |
| Cal MacAninch     | Tauren                    | Fjende af Uther Pendragon           |

## Episoder
| Nr. i serie | Nr. i sæson | Titel                       | Instrueret af | Skrevet af     | Oprindelig visningsdato | UK seere (million) | Resumé |
| ----------- | ----------- | --------------------------- | ------------- | -------------- | ----------------------- | ------------------ | --- |
| 1           | 1           | "The Dragon Call"           | James Hawes   | Julian Jones   | 20. september 2008      | 7.15               | Den unge troldmand Merlin er sendt af sin mor til at føre en anonym tilværelse i Camelot, under pleje af den kongelige læge Gaius. Der kommer han til at se en mand anklaget for trolddom blive henrettet af kongen, Uther Pendragon, som forbudt trolddom under dødsstraf. En hæslig gammel kvinde, den fordømte mands mor og en troldkvinde, kræver hævn: "En søn for en søn!" før hun forsvinder. Merlin indser, at han må holde en lav profil. Han opdager Den store Drage, der fortæller ham, at han skal beskytte Arthur indtil han bliver konge og guide ham til at bygge Albion, men Merlin er uenig grund af den dårlige indtryk Arthur gav ham. Under festivalen kaster Lady Helen, den forklædte mor til troldmanden, en forbandelse over gæsterne og forsøger at stikke en forsvarsløs Arthur ned, hvor Merlin griber og for dermed som belønning en stilling som tjener til Arthur. |
| 2           | 2           | "Valiant"                   | James Hawes   | Howard Overman | 27. september 2008      | 5.40               | Camelot er vært for sit årlige sværdturnering og riddere fra hele riget kommer for at konkurrere. Blandt dem, i håb om at vinde kronen er Ridder Valiant. Bevæbnet med en magisk skjold, vil Valiant ikke stoppe for han vinder sin pris. Merlin forsøger at stoppe Valiant før Arthur bliver den næste ridder der dør. |
| 3           | 3           | "The Mark of Nimueh"        | James Hawes   | Julian Jones   | 4. oktober 2008         | 6.30               | Der er en epidemi i Camelot, efter at vandforsyningen er forgiftet af en troldkvinde, Nimueh, og Gwens far bliver syg. Merlin kan ikke forstå, hvorfor nogen ville ønske at skade andre med magi. Trods Gaius advarsler, bruger Merlin sine beføjelser til at hjælpe, kun for Gwen at blive beskyldt for at praktisere magi for at sprede sygdommen i hele riget, der forårsager hendes anholdelse. |
| 4           | 4           | "The Poisoned Chalice"      | Ed Fraiman    | Ben Vanstone   | 11. oktober 2008        | 6.48               | Kong Bayard af Mercia ankommer til fejringen af en forening af de to riger. For at få hævn over Merlin, poserer Nimueh som en tjenestekvinde og for Merlin til at tro, at det var Bayard der konspirere for at forgifte Arthur. Men det resulterer i at bliver Merlin forgiftet i Arthurs sted. På trods af faderens ønske, sætter Arthur ud for at søge efter en modgift at redde Merlins liv. |
| 5           | 5           | "Lancelot"                  | Ed Fraiman    | Jake Michie    | 18. oktober 2008        | 5.37               | Da Lancelot ankommer til Camelot, ender han med at redde Merlins liv fra en angribende grif. Merlin forsøger at hjælpe ham med at blive en ridder, på trods af hans mangel på ædelt blod, men Lancelot ender med at blive smidt i fængsel. |
| 6           | 6           | "A Remedy to Cure All Ills" | Ed Fraiman    | Julian Jones   | 25. oktober 2008        | 6.00               | En ny hoflæge, Edwin, ankommer og hans første opgave er at forsøge at helbrede Morgana fra en mystisk sygdom. Gaius er snart i fare for at miste sit job, da Uther er imponeret over den fremmedes evner, så han beslutter sig for at tilkalde sin ven Geoffrey af Monmouth for at finde ud af mere om ham. |
| 7           | 7           | "The Gates of Avalon"       | Jeremy Webb   | Ben Vanstone   | 1. november 2008        | 6.45               | Morgana har en drøm at Arthur bliver myrdet af en smuk pige og advarer ham om det, men Arthurs ridderlighed får ham i problemer, da han springer til undsætning for en jomfru i nød, Sophia og hendes ældre far Aulfric. Tilbage i Camelot, bruger Sophia mere end blot hendes feminine charme til at tage kontrol over Arthurs hjerte. Denne mærkelige opførsel ikke går ubemærket hen af Merlin, og han sætter sig for at forsøge at forhindre en tragedie. |
| 8           | 8           | "The Beginning of the End"  | Jeremy Webb   | Howard Overman | 8. november 2008        | 6.25               | Da identiteten på en druide og hans lærling, Mordred, opdages i Camelot, er de snart på flugt fra vagterne, men da Merlin hører drengens råb om hjælp i hans sind, gemmer han drengen. Druiden ender med at blive henrettet, og efterlader dreng helt på egen hånd. Selv om den Store Dreage har fortalt Merlin at han skal være forsigtig med hvem han møder, sætter han stadig Arthurs liv i fare holde drengen sikkert. Den Store Drage fortæller Merlin, at hvis han gemmer drengen, kan Merlin ikke opfylde sin skæbne - den unge dreng vil dræbe Arthur. |
| 9           | 9           | "Excalibur"                 | Jeremy Webb   | Julian Jones   | 15. november 2008       | 6.47               | Rænkespillet fra Nimueh begynde forfra, da en mystisk ridder ankommer til Camelot til Arthurs fødselsdagsceremoni, for at udfordre riddere af Camelot til dødelig kamp. Det bliver hurtigt klart, at en hemmelighed fra Uthers fortid er kommet tilbage for at hjemsøge ham. |
| 10          | 10          | "The Moment of Truth"       | David Moore   | Ben Vanstone   | 22. november 2008       | 7.03               | Da Merlins landsby bliver angrebet af Kanan, en frygtindgydende raider, tager Merlin hjem for at hjælpe, og er overrasket, da Gwen, Morgana og Arthur insistere på at komme med ham. Det bliver hurtigt klart, at oddsene er stærkt imod dem. Med snesevis af liv på spil, tvinger Merlins gamle ven William ham til at træffe et svært valg mellem at bruge magi for at redde sit hjem og skjule sine beføjelser til at beholde Arthurs venskab. |
| 11          | 11          | "The Labyrinth of Gedref"   | Stuart Orme   | Howard Overman | 29. november 2008       | 6.71               | Arthur dræber en enhjørning og alle er imponeret over ham, undtagen Merlin. Snart efter kommer der en forbandelse til Camelot. Merlin og Arthur skal nu bestå prøverne i Anhora, Keeper of the Unicorns, hvis de vil have nogen chance for at redde Camelot. |
| 12          | 12          | "To Kill the King"          | Stuart Orme   | Jake Michie    | 6. december 2008        | 6.31               | Da Gwen far er fængslet for forræderi (selvom bliver uskyldige) og dræbt på Uthers foranledning, beslutter Morgana at hun må tage hævn. Merlin er overrasket over at opdage, hvor langt hun er parat til at gå, da han bliver opmærksom på planen om at dræbe kongen. |
| 13          | 13          | "Le Morte d'Arthur"         | David Moore   | Julian Jones   | 13. december 2008       | 6.27               | På en jagt møder Arthur en enorm uhyrligt væsen han aldrig før har set. Gaius indser det er en Questing Beast, et væsen som tryllet fram fra mareridt af en for længst afdød konge, hvis bid er altid dødelig. Da Arthur finder den skabning igen, bliver det besejret, men han er bidt og hans liv hænger i balance. Merlin får fortalt af den store drage at han søge Isle of the Blessed, hvor medlemmer af den gamle religion har beføjelse til at redde den fremtidige konge. Men efter hans ankomst, konstaterer han, at der er en pris at betale. |